# ニューゲートプロダクション
株式会社ニューウォーカーズ（英文社名；new walkers Inc.）は、東京都渋谷区に本社を置く日本の芸能プロダクション。ビーチウォーカーズ・マネージメントグループ系列。

## 沿革・概要
2006年3月 - 東京都中央区八丁堀4-1-3 安和ビル5Fに設立。設立当初は、女性タレントしか所属していなかったが、北代高士の所属を皮切りに男性タレントも多数所属するようになる。
2015年12月、社名を「株式会社ニューウォーカーズ」に名称変更。
2015年より、女優、モデル、タレントのマネージメントを渋谷区で開始する。

## 所属タレント
※2021年1月時点

### ニューウォーカーズ
男性
- 和宥（川口和宥）
- 高田舟
- 六川裕史（おネエ俳優・女優兼任）

女性
- 西田奈未
- 川村りか
- 永田レイナ
- 安藤あいか
- 田中沙英
- 熊手萌
- 藤高つばさ
- 片田さとい
- 星那優歌
- 相多愛
- Dr.木村美和子
- 高瀬岬
- 岩田詩帆
- 桒原百花
- 中川イリヤ
- 上田佑利愛
- 橋本菜名穂
- 野村美緒
- 助松実歩

### ニューウォーカーズアクト
男性
- 尾崎泰弘
- 浦坂佳右
- 石田雄生
- 益成竜也
- 清水貴紀

女性
- 福元あかり
- 名倉万葉
- 太田翔子
- 本間彩子
- 谷﨑八重
- 杏野ゆき
- 渡辺茉菜